# Paradise Sorouri
Paradise Sorouri (Esfahan, 1989) és una cantant afganesa, considerada com la primera rapera de l'Afganistan després de publicar la cançó «Faryad-e Zan» ("Crit de dona"). Canta per la llibertat de les dones a l'Afganistan denunciant les condicions de vida i les violències comeses contra elles.

## Biografia
Paradise Sorouri va néixer a la ciutat iraniana d'Esfahan per culpa de l'exili. Al començament de la dècada de 2000, entrà a l'Afganistan amb la seva família. Als 18 anys es mudà a viure a Kabul, on treballà per a una universitat.
Juntament amb la seva parella, Ahmed, conegut amb el nom artístic de «Diverse», formà el grup 143Band i a finals del 2010 s'establiren al Tadjikistan, on hi gravaren diverses cançons. A mesura que les amenaces de mort s'incrementaven, la cantant acumulava més cada vegada popularitat i respecte.
L'any 2013, les Nacions Unides reconegueren el seu esforç de promoció dels drets humans. En paral·lel, el duo afganès guanyà el Premi ATN Network-Afghanistan a la millor actuació de rap de 2015.